# Önbeásósáska
Az önbeásósáska (Acrotylus insubricus) a sáskafélék családjába tartozó, Eurázsiában és Afrikában honos sáskafaj.

## Megjelenése
Az önbeásósáska testhossza a hím esetében 12-18 mm, a nőstény 17-24 mm. Közepes termetű, karcsú sáska. Alapszíne barnás, szürkés, barnásszürke vagy okkeres szürke. Az erőteljes fej a tor fölé emelkedik. Teste helyenként szőrözött. A torpajzs oldallebenyein nagyobb sötét folt és benne egy világos pont látható. A szárnyak túlnyúlnak a hátsó térden. Az elülső szárny keskeny, a töve barna, az első negyedben világos szalaggal; a vége felé üvegszerűen átlátszó. A hátsó szárny töve vöröses-rózsaszín (ritkán sárga), melyet egy sarló alakú barna folt szegélyez. A hátulsó comb viszonylag karcsú, fekete vagy 3 nagyobb fekete folttal. A hátulsó lábszár általában sárgás és gyakran a vége sötét; a térdízűlet is sötét. 
Nem ad hangot, párosodás előtt a hímek hátsó lábaikat mozgatják a szárnyaik felett. 

### Hasonló fajok
A hosszúlábú önbeásósáska nagyon hasonlít rá, de hátsó szárnya töve sárga.

## Elterjedése
Európában (elsősorban a mediterrán régióban), Nyugat- és Közép-Ázsiában, valamint Afrikában honos. Magyarországon többhelyütt (pl. Somogy, Kiskunság, Mecsek, Villányi-hegység, budai Sas-hegy, Pilisvörösvár, Mezőföld) ismertek állományai.

## Életmódja
A meleg és száraz élőhelyek, homoki gyepek, száraz dombvidéki dolomit- vagy mészkősziklagyepek, törmeléklejtők, homokdűnék lakója. Síkságokon és hegyvidéken (2200 méterig egyaránt előfordul. Éjszakára vagy teleléshez beássa magát a homokba. Növényevő, füvek, lágyszárú növények, mohák leveleit fogyasztja. 
Az imágó áttelel és a nőstény kora tavasszal, márciusban rakja petéit a laza talajba. A peték rövid nyugalmi időszak után július végén, augusztus elején kelnek ki, a lárvák szeptemberben válnak ivaréretté. 

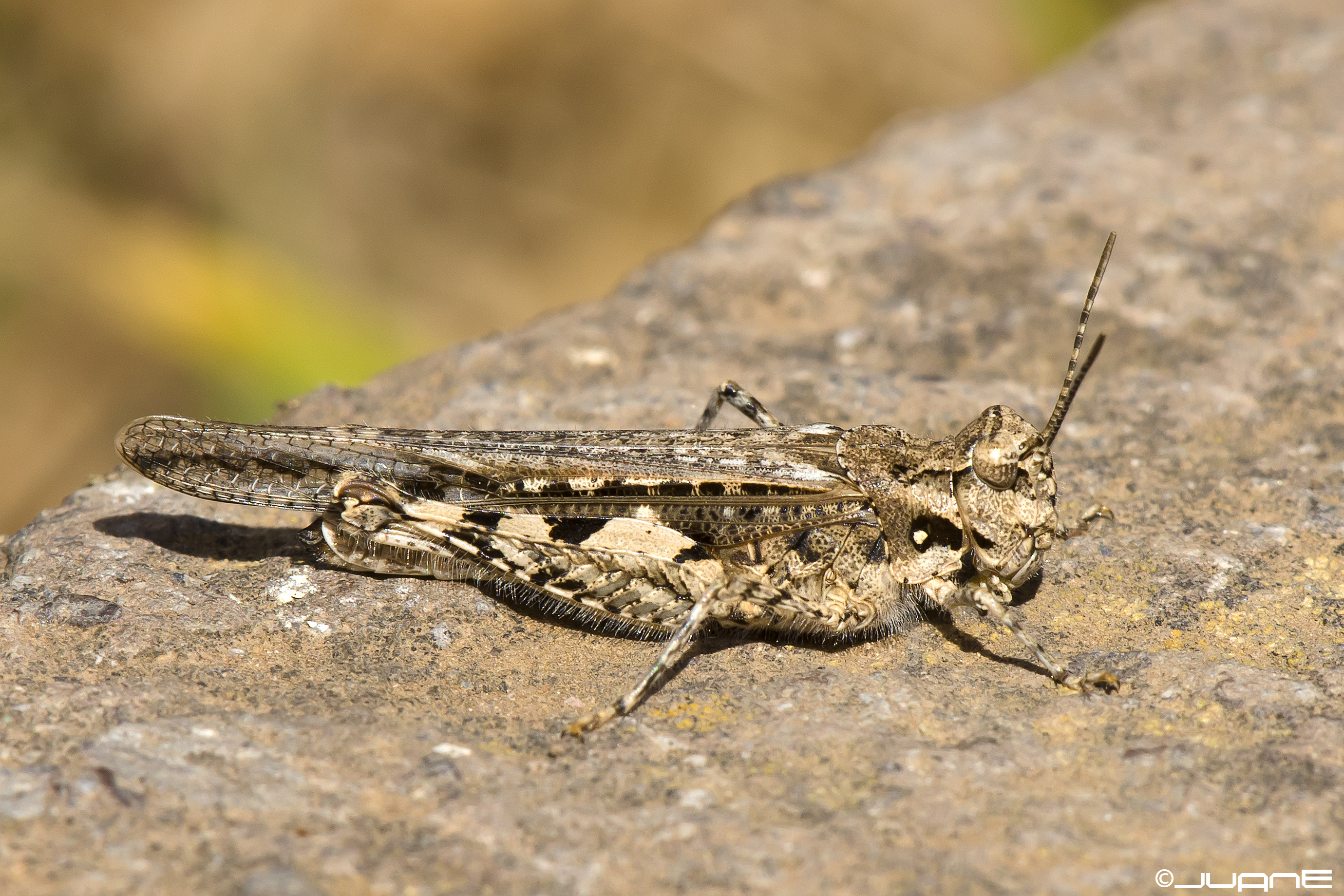
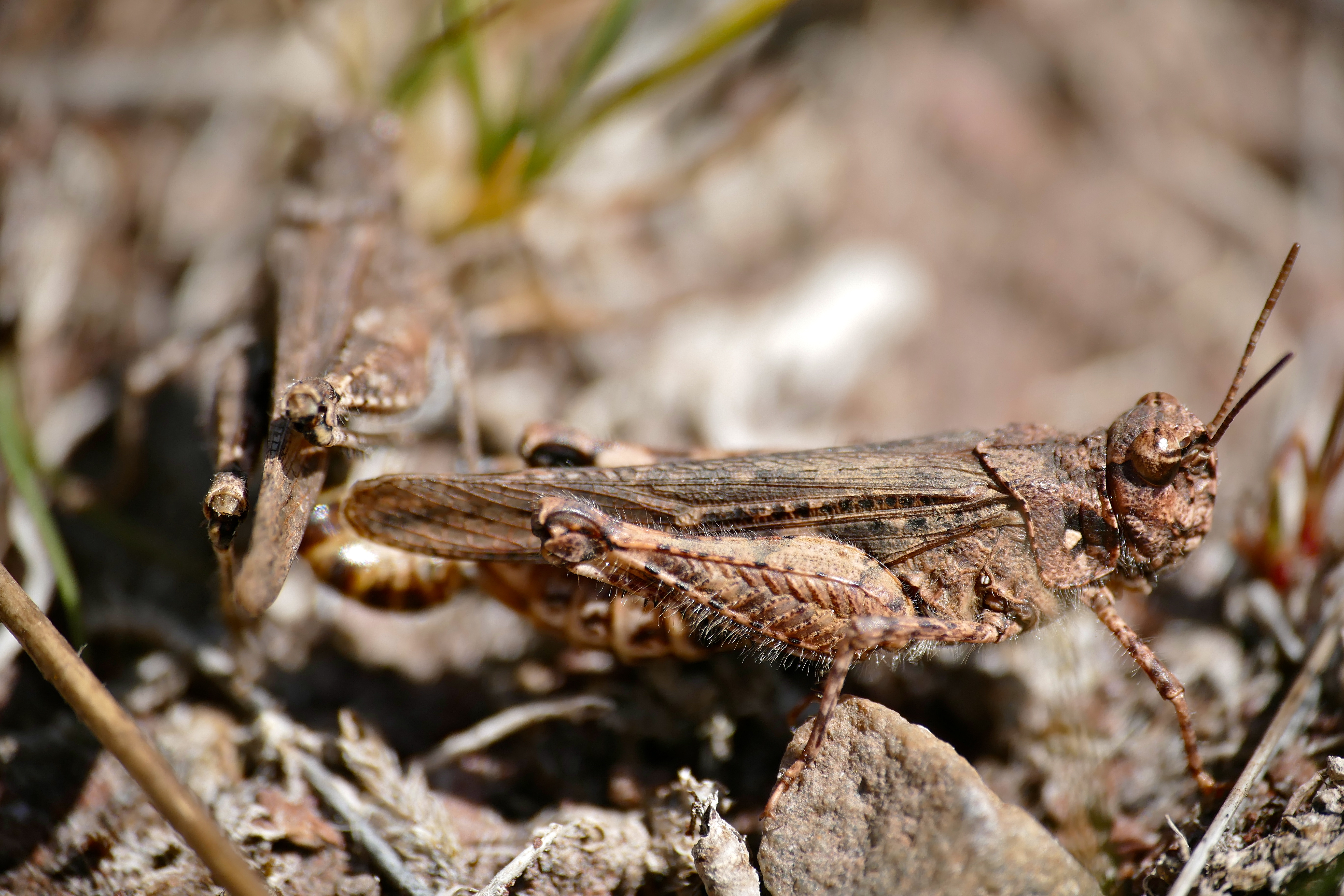
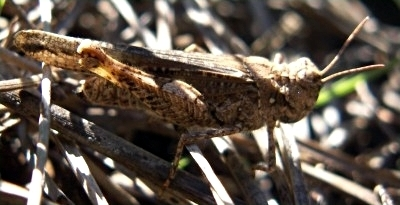
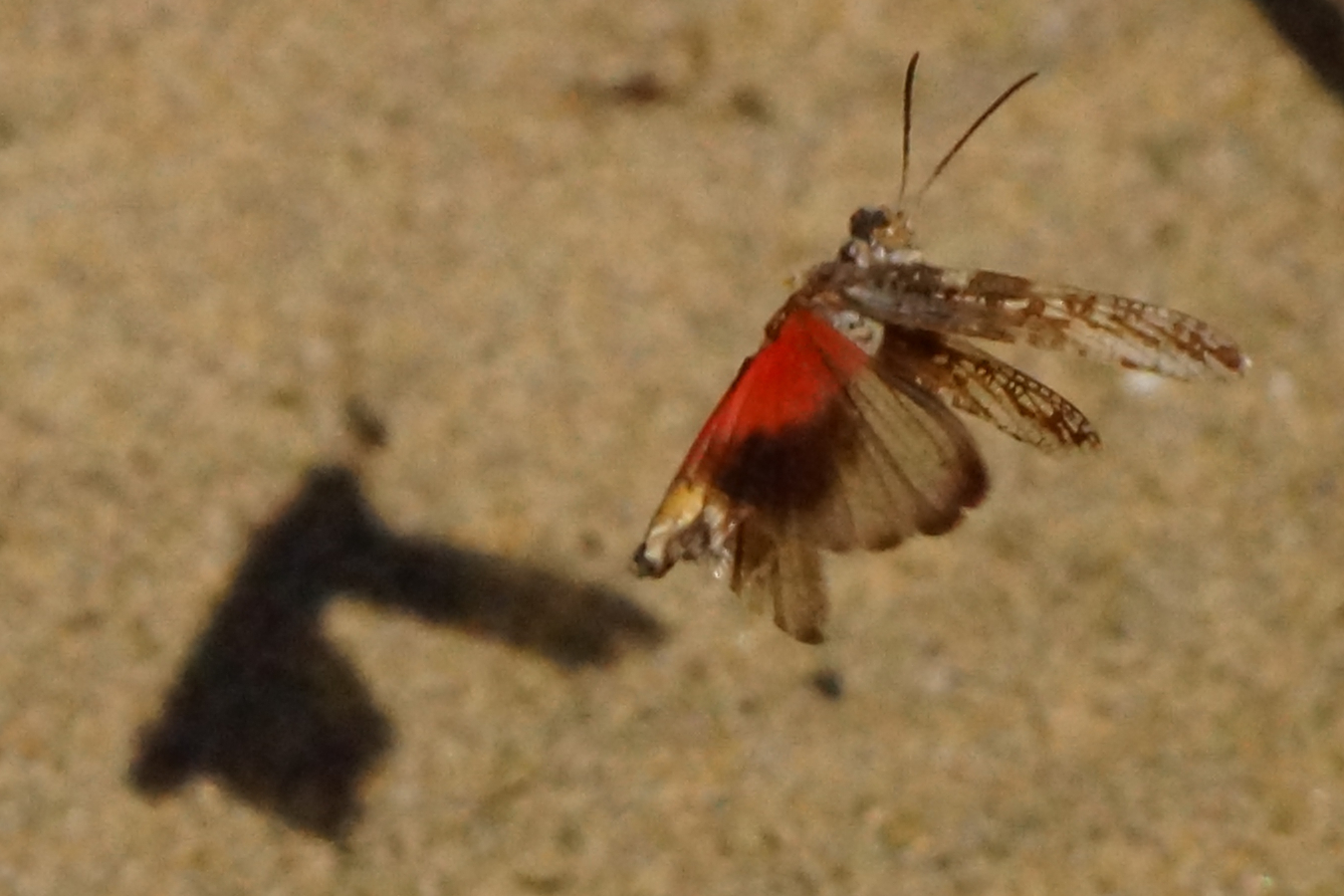

Magyarországon nem védett.